# Montferrand (Aude)
Montferrand és un municipi del departament de l'Aude a la regió francesa d'Occitània. El 2021 tenia 636 habitants.